# 艾格瓦特區
33°48′24″N 2°52′56″E / 33.806538°N 2.882195°E
艾格瓦特區（阿拉伯语：‎），是阿爾及利亞的行政區，位於該國中部，由艾格瓦特省負責管轄，首府設於艾格瓦特，面積400平方公里，2008年人口144,747，人口密度每平方公里362人。